# El Arbi Hillel Soudani
El Arbi Hillel Soudani, född 25 november 1987, är en algerisk fotbollsspelare (anfallare) som spelar för Damac. Han har även representerat Algeriets landslag.

## Karriär

### Nottingham Forest
Den 29 juni 2018 värvades Soudani av Nottingham Forest, där han skrev på ett treårskontrakt.

### Olympiakos
Den 18 juni 2019 värvades Soudani av grekiska Olympiakos.

### Saudiarabien
I januari 2021 värvades Soudani av saudiska Al-Fateh. I juli 2021 gick han till Damac.